# Puig de l'Estany
El Puig de l'Estany és una muntanya de 28 metres que es troba al municipi de Torroella de Fluvià, a la comarca catalana de l'Alt Empordà.